# لئوناردو ویسوتو
لئوناردو ویسوتو نوز (به انگلیسی: Leandro Vissotto Neves) (زاده ۳۰ آوریل ۱۹۸۳ در ریودو ژانیرو) بازیکن تیم ملی والیبال برزیل است.
او از سال ۲۰۰۸ به تیم ملی برزیل دعوت شد و با درخشش خود به همراه تیم ملی برزیل مدال نقره المپیک ۲۰۱۲ لندن را به دست آورد.

## باشگاهی
ویسوتو سابقه بازی در تیم های مطرح فلامینگو، یونیسول، سوزانو، میناس، لاتینا، ترانتو، ترنتینو، آراساطوبا، کونئو، اورال اوفا، ریودو ژانیرو و ویکستروم را در کارنامه خود دارد.